# Südkoreanische Badmintonmeisterschaft 2002
Die Südkoreanische Badmintonmeisterschaft 2002 fand vom 2. bis zum 5. Januar 2003 in Gwangmyeong statt. Es war die 45. Auflage der Titelkämpfe.

## Austragungsort
- Gwangmyeong Indoor Gymnasium

## Medaillengewinner
| Disziplin    | Gold                         | Silber                      | Bronze                     |
| ------------ | ---------------------------- | --------------------------- | -------------------------- |
| Herreneinzel | Shon Seung-mo                | Lee Hyun-il                 | Park Tae-sang              |
| Herreneinzel | Shon Seung-mo                | Lee Hyun-il                 | Park Sung-hwan             |
| Dameneinzel  | Jun Jae-youn                 | Seo Yoon-hee                | Kwon Hee-sook              |
| Dameneinzel  | Jun Jae-youn                 | Seo Yoon-hee                | Bae Seung-hee              |
| Herrendoppel | Kim Yong-hyun Yim Bang-eun   | Han Dong-sung Kim Young-gil | Kim Hak-kyun Jun Jong-bae  |
| Herrendoppel | Kim Yong-hyun Yim Bang-eun   | Han Dong-sung Kim Young-gil | Lee Jae-jin Jung Jae-sung  |
| Damendoppel  | Chung Jae-hee Lee Hyo-jung   | Yim Kyung-jin Lee Kyung-won | Park Hyo-sun Hwang Yu-mi   |
| Damendoppel  | Chung Jae-hee Lee Hyo-jung   | Yim Kyung-jin Lee Kyung-won | Kim Jin-ok Bae Seung-hee   |
| Mixed        | Kim Yong-hyun Kim Shin-young | Hwang Sun-ho Lee Hyo-jung   | Lee Myung-hoon Hwang Yu-mi |
| Mixed        | Kim Yong-hyun Kim Shin-young | Hwang Sun-ho Lee Hyo-jung   | Kim Dae-sung Choi Young-ah |